# Deronectes
Deronectes är ett släkte av skalbaggar som beskrevs av Sharp 1882. Deronectes ingår i familjen dykare.

## Bildgalleri

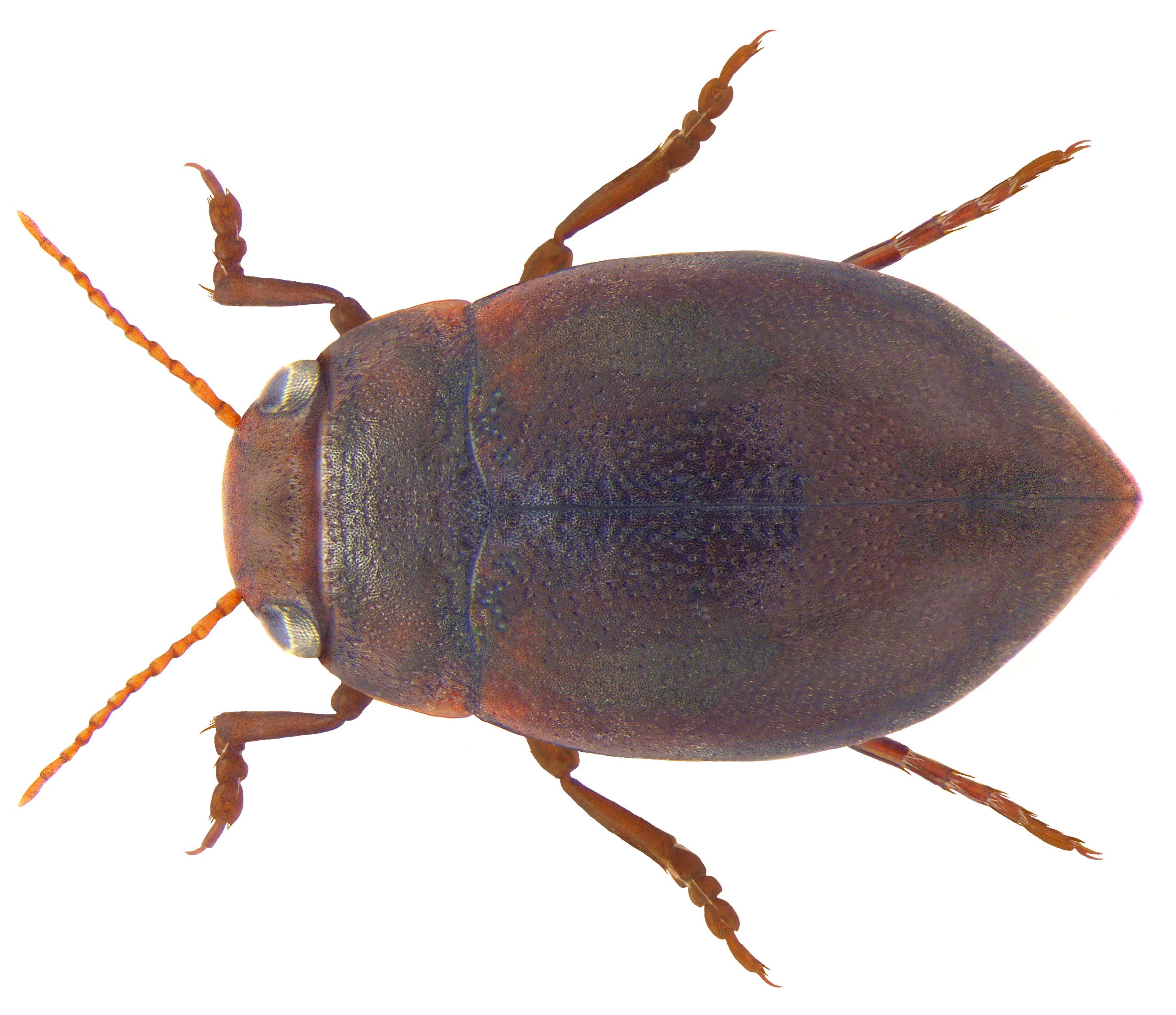

## Dottertaxa tillDeronectes, i alfabetisk ordning[1][2]
- Deronectes abnormicollis
- Deronectes afghanicus
- Deronectes algibensis
- Deronectes angelinii
- Deronectes angulipennis
- Deronectes angusi
- Deronectes aubei
- Deronectes balkei
- Deronectes bameuli
- Deronectes bicostatus
- Deronectes biltoni
- Deronectes brancuccii
- Deronectes brannanii
- Deronectes costipennis
- Deronectes danielssoni
- Deronectes delarouzei
- Deronectes depressicollis
- Deronectes doriae
- Deronectes elburs
- Deronectes elmii
- Deronectes evelynae
- Deronectes fairmairei
- Deronectes ferrugineus
- Deronectes fosteri
- Deronectes hakkariensis
- Deronectes hebaueri
- Deronectes hendrichi
- Deronectes hispanicus
- Deronectes jaechi
- Deronectes kinzelbachi
- Deronectes lareynii
- Deronectes latus
- Deronectes longipes
- Deronectes moestus
- Deronectes nilssoni
- Deronectes opatrinus
- Deronectes palaestinensis
- Deronectes parvicollis
- Deronectes perrinae
- Deronectes persicus
- Deronectes peyerimhoffi
- Deronectes platynotus
- Deronectes riberai
- Deronectes roberti
- Deronectes sahlbergi
- Deronectes schuberti
- Deronectes semirufus
- Deronectes syriacus
- Deronectes theryi
- Deronectes toledoi
- Deronectes vestitus
- Deronectes wewalkai
- Deronectes wittmeri
- Deronectes witzgalli
- Deronectes youngi